# سیدیلر
سیدیلر (به ترکی استانبولی: Seydiler) یک منطقهٔ مسکونی در ترکیه است که در استان قسطمونی واقع شده‌است. سیدیلر ۱٬۰۷۴ متر بالاتر از سطح دریا واقع شده‌است.